# 缅甸联邦议会代表委员会
缅甸联邦议会代表委员会（简称CRPH），又常被中文傳媒稱為緬甸平行文人政府，是2021年緬甸軍事政變發生後由反對緬甸國家管理委員會的緬甸联邦议会議員所組建的立法机构。该委员会由2020年緬甸議會選舉中当选的全国民主联盟眾議院和民族院的17名議員領導。2021年2月4日，约70名全國民主聯盟当选议员在内比都宣誓就职。2月5日，15名全國民主聯盟成員組建委員會，委員會並通過Zoom举行了第一次会议。3月21日，緬甸國家管理委員會宣佈缅甸联邦议会代表委员会为非法组织。4月16日，缅甸联邦议会代表委员会宣布成立民族团结政府，該政府認定被緬甸軍政府扣押的温敏及昂山素姬仍分別續任总统及国务资政。